# Podberszty
Podberszty (biał. Падбершты; ros. Подбершты) – wieś na Białorusi, w obwodzie grodzieńskim, w rejonie szczuczyńskim.
W latach 1921–1939 wieś należała do gminy Berszty, w powiecie grodzieńskim województwa białostockiego.
Według Powszechnego Spisu Ludności z 1921 roku wieś zamieszkiwało 46 osób, wśród których 16 było wyznania rzymskokatolickiego a 30 prawosławnego a 14 mojżeszowego. Jednocześnie wszyscy mieszkańcy zadeklarowali polską przynależność narodową. Było tu 8 budynków mieszkalnych.